# Bukowno (gmina wiejska)
Bukowno (1973–1977 i od 1991 Bolesław) – dawna gmina wiejska istniejąca w latach 1977–1991 w woj. katowickim. Siedzibą gminy było Bukowno, które nie wchodziło w jej skład (gmina miejska).
Gmina została utworzona 1 lutego 1977 roku w woj. katowickim, po przemianowaniu gminy Bolesław na gminę Bukowno ustalając siedzibę gminnych organów władzy i administracji państwowej w Bukownie. Gmina obejmowała 12 sołectw: Bolesław, Bukowno-Wieś, Hutki, Krążek, Krzykawa, Krzykawka, Laski, Małobądz, Międzygórze, Nowy Ujków, Podlipie, Stary Ujków i Wodąca. Równocześnie powołano wspólną Radę Narodową dla Miasta i Gminy Bukowno w Bukownie.
2 kwietnia 1991 roku siedzibę gminy Bukowno przeniesiono z powrotem w Bolesławia i zmieniono nazwę gminy na gmina Bolesław, równocześnie dokonując podziału dotychczas wspólnych organów dla miasta Bukowno i gminy Bolesław. Równocześnie ze znoszonej gminy Bukowno wyłączono sołectwa Stare Bukowno (1460,82 ha) i Wodąca (181,41 ha), włączając je do miasta Bukowna; tę ostatnią zmianę wprowadzono specjalnym rozporządzeniem zmieniającym, wchodzącym w życie 5 kwietnia 1991.
Obecnie istnieje tylko gmina miejska Bukowno.